# Kanton Isabela
Der Kanton Isabela befindet sich in der Provinz Galápagos im Westen von Ecuador. Er besitzt eine Fläche von 5527 km². Im Jahr 2020 lag die Einwohnerzahl schätzungsweise bei 3070. Verwaltungssitz des Kantons ist die Ortschaft Puerto Villamil mit 2092 Einwohnern (Stand 2010). Der Kanton Isabela wurde am 18. Februar 1973 zeitgleich mit der Provinz Galápagos gegründet.

## Lage
Der Kanton Isabela erstreckt sich über den westlichen Teil der Galápagos-Inseln und umfasst folgende Inseln sowie die diese umgebenden Eilande: Isabela, Isla Darwin, Fernandina und Wolf.

## Verwaltungsgliederung
Der Kanton Isabela ist in die Parroquia urbana („städtisches Kirchspiel“)
- Puerto Villamil

und in die Parroquia rural („ländliches Kirchspiel“)
- Tomás de Berlanga (Santo Tomás)

gegliedert.